# Spaniens Grand Prix 1967
Spaniens Grand Prix 1967 var ett grand prix-lopp utanför formel 1-VM 1967. Det var dock det första som kördes på Jaramabanan. 
Loppet, som alltså inte ingick i mästerskapet, vanns av britten Jim Clark i Lotus.

## Resultat
1. Jim Clark, Lotus-Ford
2. Graham Hill, Lotus-Ford
3. Jack Brabham, Brabham-Repco